# Myrmidoni

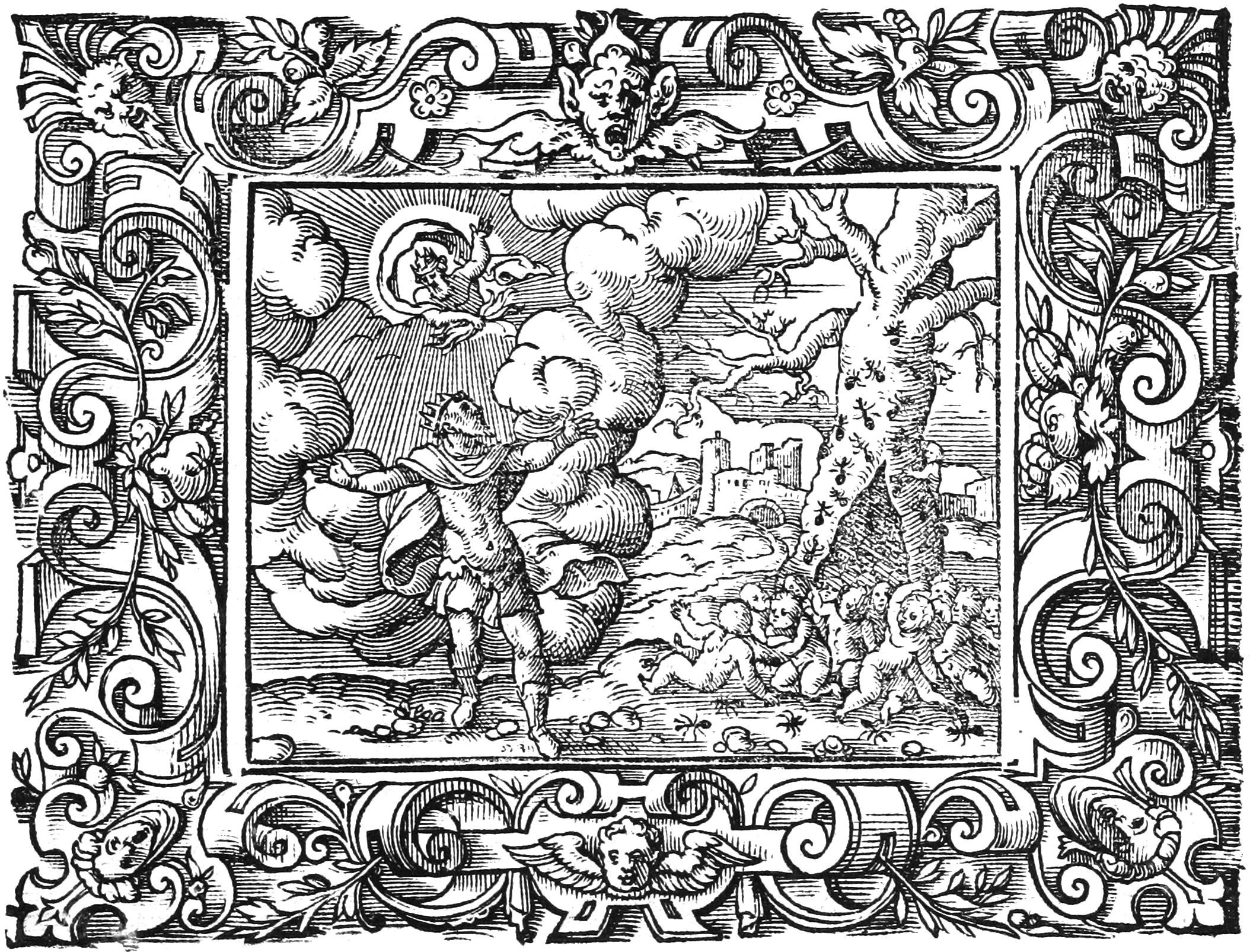
Ilustrace k Ovidiovým Proměnám zobrazuje vznik Myrmidonů

Myrmidoni (Μυρμιδόνες) byl národ zmiňovaný v řecké mytologii. Obývali jižní část Thesálie okolo města Fthia. Jejich legendárním praotcem byl král Myrmidón, Diův syn. Nejznámějšími vládci Myrmidonů byl Péleus a jeho syn Achilles, který se podle Homéra zúčastnil trojské války s oddílem myrmidonských bojovníků. Pozdější podání vycházelo z podobnosti jména Myrmidonů s výrazem myrméx, který označoval ve starořečtině mravence. Podle domněnky, kterou uvádí Ovidius ve svých Proměnách, vznikli Myrmidoni tak, že král Aiakos na ostrově Aigina viděl ve snu mravence lezoucí po stromě a po probuzení zjistil, že Zeus proměnil mravence v lidi. Proto byli Myrmidoni početní, ukáznění a bojovní jako mravenci. Následně se v literatuře používal výraz Myrmidon jako metafora pro člověka, který bezduše vykonává rozkazy. Myrmidony uvádí William Shakespeare ve hře Troilus a Kressida, objevují se také ve filmu Troja z roku 2004.